# Fattigvård
Fattighus hänvisar hit. Se även Fattighuskabarén.

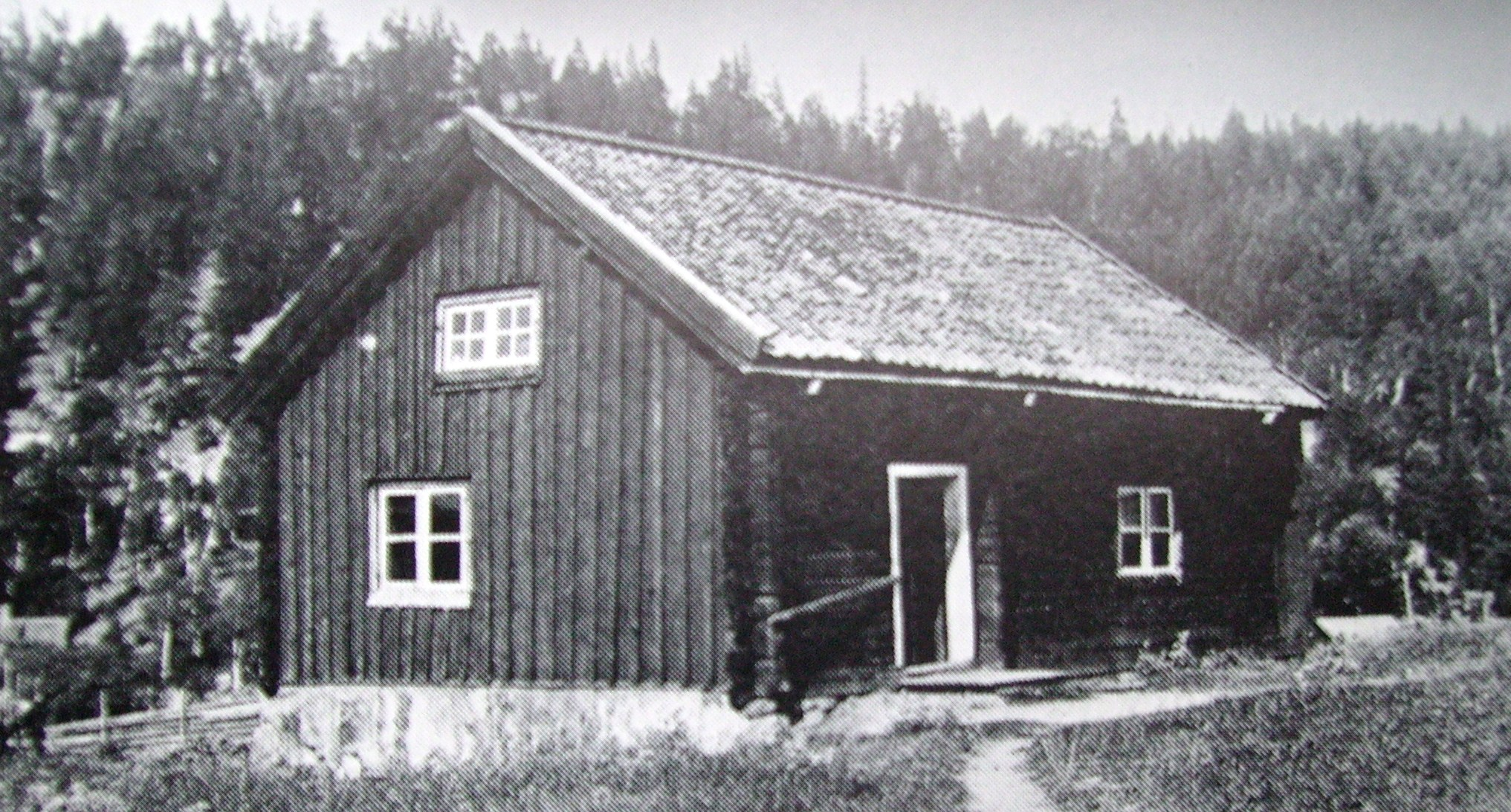
Fattigstuga i Småland.

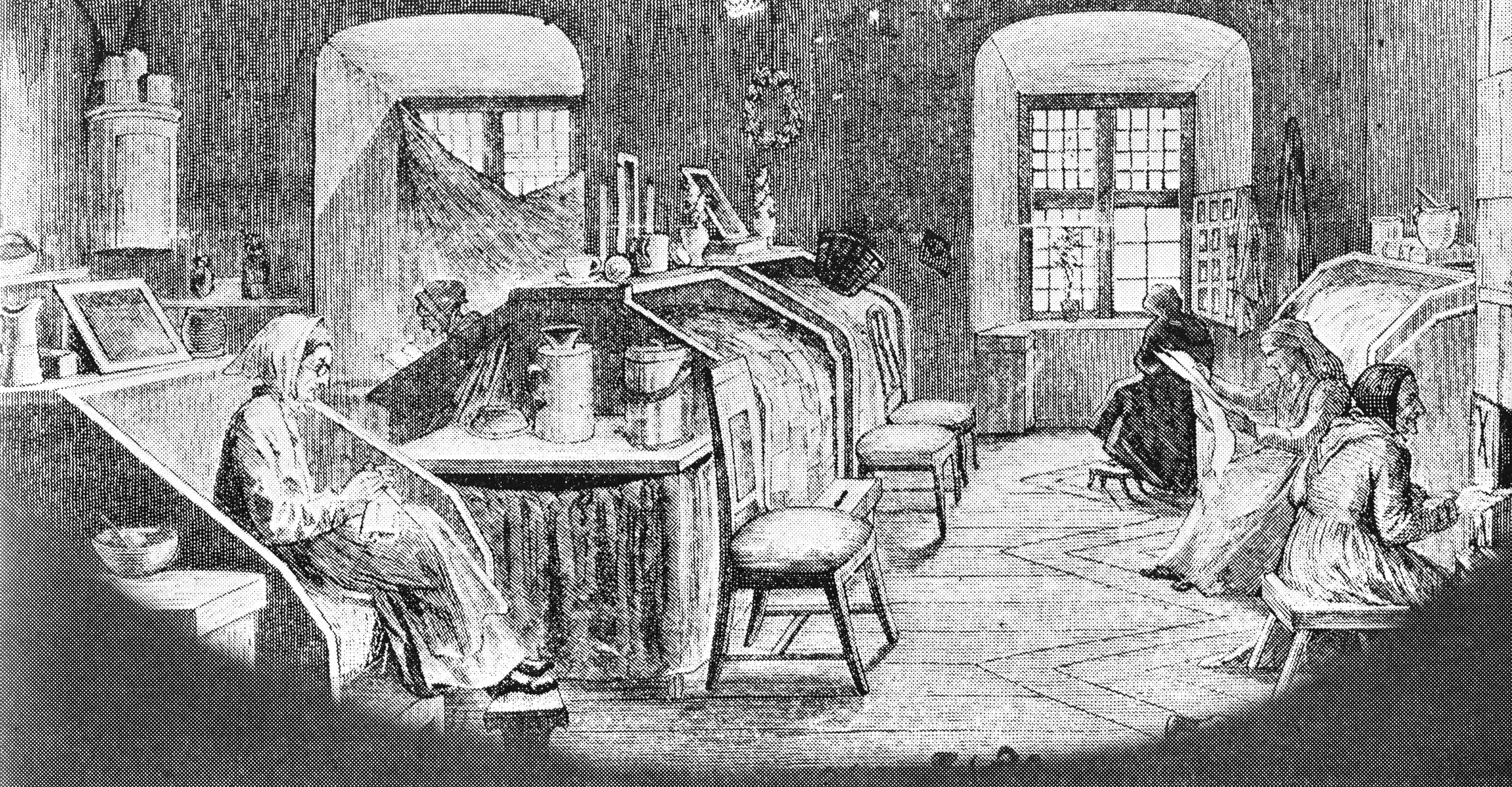
Katarina fattighus i Stockholm år 1881. Det rådde ofta bättre förhållanden i städernas fattighus än i landsbygdens fattigstugor, men istället var hjonens frihet mer beskuren.

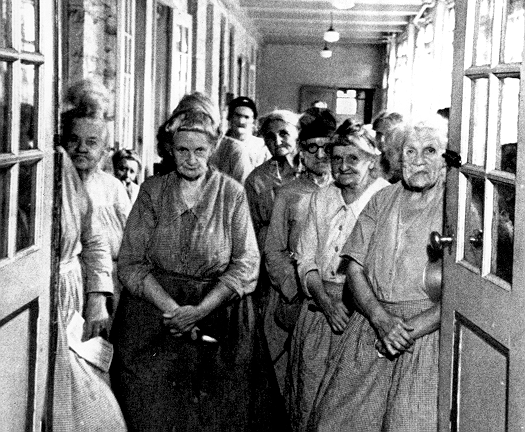
Fattighus i USA.

Fattigvård kallades förr i tiden samhällets omsorg om fattiga personer, som inte kunde försörja sig själva. Tidigare bodde ofta de allra fattigaste i en så kallad fattigstuga, även kallat fattighus, där gamla och handikappade fattighjon togs om hand, och även fick ta hand om varandra.

## Historia

### Sverige (före 1809)
Under medeltiden organiserades fattigvård och omsorg i första hand genom att hushållen hade ansvar för dem som bodde tillsammans, även för den som genom ålder eller sjukdom inte längre kunde delta i arbetet. Socknarna kompletterade hushållens ansvar genom tionde-systemet och genom rotegång. Vid sidan om socknarna fanns kyrkliga institutioner med omfattande fattigvård och omsorg, som klostren och städernas helgeandshus. Dessa drogs vid reformationen in av kronan, vilket medförde att verksamheten avtog eller upphörde helt. Därmed fick socknarna i stort sett ensamt ansvar för fattigvården.
1642 års tiggareordning slog fast att ansvaret för de fattiga i första hand låg på de anhöriga, och i andra hand på den egna församlingen, som – utöver rotegången – borde uppföra sjukstuga och fattigstuga för gamla och sjuka, och barnhus för de föräldralösa.
1686 års kyrkolag rekommenderade kyrkans församling att instifta fattighus eller fattigstugor, och 1734 blev rekommendationen tvingande. Trots detta instiftades inte fattighus överallt, och även där de fanns spelade rotegång och inkvartering hos privatpersoner mot ersättning, ofta i form av fattigvårdsauktioner, en betydande roll. I större städer började under 1700-talet så kallade arbetshus inrättas.

### Finland
I Finland gällde svensk lag fram till 1809. 
I Finland ersattes fattigvården 1956–1957 av socialhjälp.

### Sverige (efter 1809)
Genom 1843 års sockenstämmoförordning övertog sockennämnder som det verkställande organet ansvaret bland annat för fattigvården i kyrksocknen från kyrkoråden.
I och med 1847 års fattigvårdförordning skulle det i varje kyrksocken inrättas fattigvårdsstyrelse. År 1853 infördes  en ny förordning som var relativt generös och där möjlighet för den enskilde att överklaga till länsstyrelsen fanns.  I 1871 års fattigvårdförordning beskars möjligheterna att erhålla hjälp kraftigt, samtidigt som överklagandemöjligheten avskaffades. 
Genom 1918 års fattigvårdslag reformerades verksamheten och varje kommunalförvaltning utgjorde ett fattigvårdssamhälle. Bland annat förbjöds fattigvårdsauktioner samt rotegång, och fattigstugorna blev i stället ålderdomshem och överklagandemöjligheten återinfördes.
År 1924 infördes också en ny barnavårdslag. Reglerna för fattigvården förblev dock länge förhållandevis stränga, och först 1945 fick de som tog emot fattigvård fulla medborgerliga rättigheter.
År 1956 ersattes fattigvårdslagen med lagen om socialhjälp, i sin tur år 1982 ersatt av socialtjänstlagen (SoL).

## I skönlitteraturen
Fattigstugorna i det gamla Sverige har skildrats av Astrid Lindgren i Emil i Lönneberga (1963) och i Spelar min lind sjunger min näktergal (1984), samt av Pär Lagerkvist i pjäsen Midsommardröm i fattighuset (1941).